# ويليام جورج هورنر
ويليام جورج هورنر (بالإنجليزية: William George Horner) هو عالم رياضيات بريطاني.